# Křídlůvky
Obec Křídlůvky (německy Klein Grillowitz) se nachází v okrese Znojmo, v Jihomoravském kraji. Žije zde 244 obyvatel.

## Historie
První písemná zmínka o obci pochází z roku 1255.
Do roku 2014 zastával funkci starosty Antonín Pacík, v letech 2014–2018 vykonávala funkci starostky Blanka Fučíková. Od roku 2018 vykonává funkci Mgr. Zbyněk Sobotka.

## Pamětihodnosti

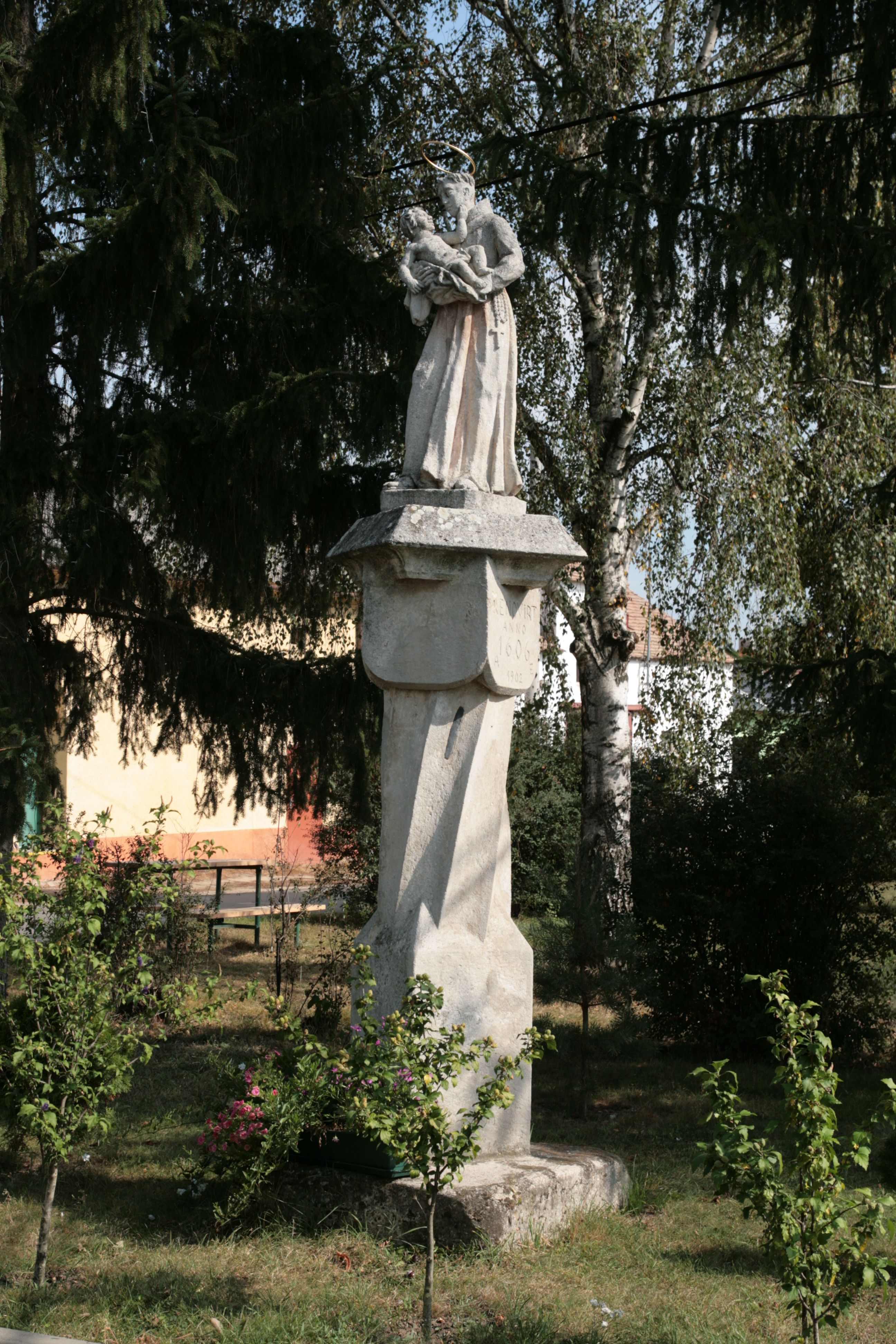
Socha sv. Antonína na návsi

- Kaple sv. Cyrila a Metoděje na návsi
- Kaple sv. Gorazda a druhů[5]
- Zvonice na návsi
- Gotický kamenný pilíř z roku 1606, nově osazený sochou sv. Antonína
- Barokní socha svatého Antonína z konce 18. století[6]